# Koulynytchi

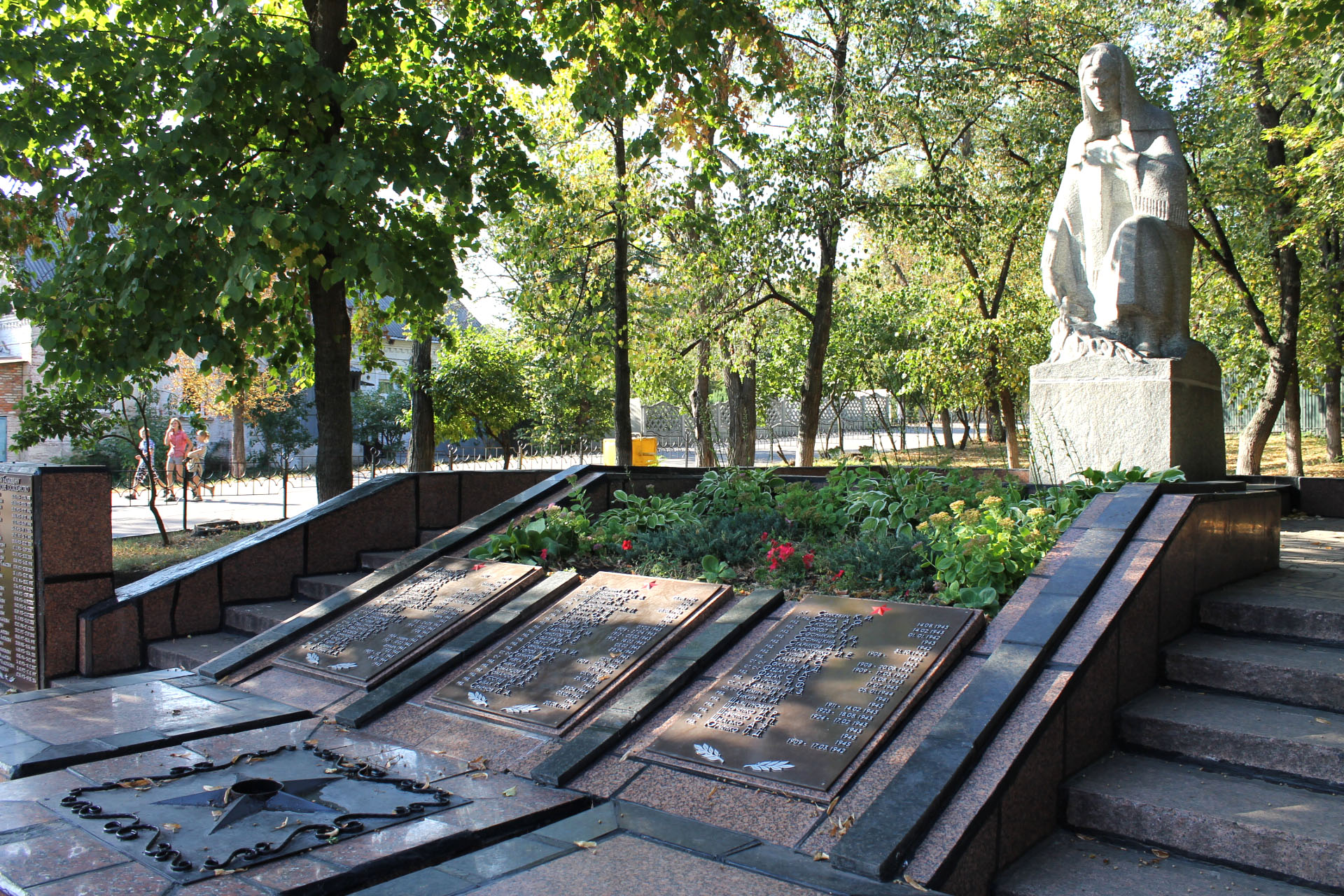
Monument dédié à 12 soldats ukrainiens de la Seconde Guerre mondiale, à Koulynychi.

Koulynytchi (ukrainien : Кулиничі) est une commune urbaine de l'oblast de Kharkiv, en Ukraine. Elle compte 2 981 habitants en 2021.